# Max Kohler (Physiker)
Max Kohler (* 14. Mai 1911 in Tuttlingen; † 31. März 1982) war ein deutscher Physiker und Hochschullehrer.

## Leben und Wirken
Nach dem 1928 gemachten Abitur studierte Kohler Physik in Würzburg, Tübingen und Berlin. 1932 promovierte er mit einer Arbeit zur Allgemeinen Relativitätstheorie. Sie behandelt Fragen, welche sich aus den Einsteinschen Feldgleichungen ergeben. Auszüge aus der Dissertation erschienen 1933 unter dem Titel Beiträge zum kosmologischen Problem und zur Lichtausbreitung in Schwerefeldern. Nach der Promotion war Kohler Assistent von Max von Laue am Institut für Theoretische Physik an der Universität Berlin. Dort habilitierte er sich 1936 mit einer Arbeit zur Elektronentheorie der Metalle, seinem Arbeitsschwerpunkt bis Anfang der 1950er Jahre. 1938 beschrieb er eine Ähnlichkeitsregel zur Zunahme des elektrischen Widerstandes in Magnetfeldern, die seitdem als Kohlersche Regel bekannt ist.
Ab 1940 leistete Kohler Wehrdienst als Meteorologe, konnte aber trotzdem weiter forschen und publizieren. 1941 gelang ihm ein theoretischer Beweis des Wiedemann-Franzschen Gesetzes. 1942 ernannte ihn die Universität Berlin zum außerplanmäßigen Professor. Einem Ruf an die Universität Greifswald konnte er kriegsbedingt erst Ende 1944 folgen.
Von 1946 bis 1949 arbeitete Kohler für ein Forschungsinstitut des französischen Militärs. In dieser Zeit entwickelte er das Kohlersche Verfahren zur Berechnung von Transportgrößen ohne Magnetfeld für den gesamten Temperaturbereich. Ab 1949 war er an der Technischen Universität Braunschweig, zunächst als außerplanmäßiger, ab 1953 als ordentlicher Professor. Dort befasste er sich nach zwanzig Jahren Pause wieder mit der Allgemeinen Relativitätstheorie, besonders mit dem Problem der Erhaltungssätze. 1955 bis 1957 war Kohler Dekan der Naturwissenschaftlichen und Philosophischen Fakultät, 1962 bis 1963 Rektor der TU. 1966 ging er an die Georg-August-Universität Göttingen, wo er bis zu seiner Emeritierung im Jahr 1979 forschte und lehrte. 1981 verlieh ihm die TU Braunschweig den Ehrendoktor.

## Ehrungen und Mitgliedschaften
- Akademie der Wissenschaften und der Literatur in Mainz (seit 1952 korrespondierendes Mitglied)
- Braunschweigische Wissenschaftliche Gesellschaft (seit 1955 ordentliches Mitglied, 1957 bis 1959 Präsident)
- Kuratorium der Physikalisch-Technischen Bundesanstalt (bis zum 31. März 1982)
- Ehrendoktor der Technischen Universität Braunschweig 1981

## Trivia
Einige Anhänger der Freien Energie (einer Para- oder Pseudowissenschaft) glauben, Max Kohler wäre identisch mit einem Erfinder namens „Hans Coler“, der in den Dreißiger Jahren ein Gerät entwickelt haben soll, welches Strom auf der Basis von Magnetismus erzeugen kann. Historisch belegt ist jedoch weder die Existenz von Coler noch die seiner Erfindung. Hinzu kommt, dass es sich bei dieser nach physikalischen Maßstäben um ein Perpetuum mobile handeln würde.

## Publikationen (Auswahl)
- Beiträge zum kosmologischen Problem und zur Lichtausbreitung in Schwerefeldern. In: Annalen der Physik, Band 408, Nr. 2 (1933), S. 129–161.
- Walther Meißner, Max Kohler u. a.: Handbuch der Experimentalphysik; Band 11, Teil 2; Elektronenleitung: galvano-magnetische, thermoelektrische und verwandte Effekte, Akademische Verlagsgesellschaft, Leipzig 1935.
- Behandlung von Nichtgleichgewichtsvorgängen mit Hilfe eines Extremalprinzips. In: Zeitschrift für Physik 124 (1948), S. 772–789.
- Theorie der magnetischen Widerstandseffekte in Metallen. In: Annalen der Physik, Band 441, Heft 1 (1950), S. 18–38.
- Zur Schallausbreitung in verdünnten Gasen. In: Abhandlungen der Braunschweigischen Wissenschaftlichen Gesellschaft (ABWG), Band 2 (1950), S. 104–108.
- Paul-Otto Fehlhoff, Eduard Justi und Max Kohler: Verfeinerte Theorie der elektrothermischen Kälteerzeugung. In: ABWG, Band 2 (1950), S. 149–164.
- Das Verhalten der thermoelektrischen Effekte in tiefsten Temperaturen. In: ABWG, Band 3 (1951), S. 49–54.
- Eduard Justi und Max Kohler: Weglängenprobleme der Elektronen in Metallen und Halbleitern. In: ABWG, Band 3 (1951), S. 34–53.
- Eduard Justi und Max Kohler: Halleffekt und Elektronen-Konfiguration der Edelmetalle. In: ABWG, Band 3 (1951), S. 44–48.
- Das Verhalten der thermoelektrischen Effekte in tiefstem Temperaturen. In: ABWG, Band 3 (1951), S. 49–54.
- Zum Problem der Planetenbewegung nach der Allgemeinen Relativitätstheorie. In: Zeitschrift für Physik 130/1 (1951), S. 139–143.
- Max Kohler und Gotthold Zielasek: Der zeitliche Temperaturverlauf in elektrischen Kontakten. In: ABWG, Band 4 (1952), S. 114–126.
- Einfluß der Austauschwechselwirkung auf die Wärmeleitfähigkeit von Metallen. In: ABWG, Band 5 (1953), S. 48–52.
- Die Formulierung der Erhaltungssätze der Energie und des Impulses in der Allgemeinen Relativitätstheorie. In: Zeitschrift für Physik 134/3 (1953), S. 286–305.
- Zur Herleitung der Feldgleichungen in der allgemein-relativistischen Gravitationstheorie. In: Zeitschrift für Physik 134/3 (1953), S. 306–316.
- Adolf Scheibe: In: ABWG, Band 10 (1958), S. 214–215. (Nachruf)
- Geometrie und Erfahrung, Vandenhoeck & Ruprecht, Göttingen 1958.
- Zur Rotations- und Deformationsgeschwindigkeit in der Relativitätstheorie. In: Zeitschrift für Physik 156/3 (1959), S. 248–255.
- Die Bedeutung der Symmetrie in der Physik, Steiner, Wiesbaden 1962.
- Nachruf auf Reinhold Mannkopf. In: Physikalische Blätter 34 (1978), S. 436–437.
- Max von Laue: Nobelpreisträger für Physik. Rede anläßlich der Enthüllung einer Gedenktafel am 9. Oktober 1981, Bunsenstraße 16. In: Göttinger Jahrbuch, Band 30 (1982), S. 210–213.